# Fatiha Boudiaf
Pour les articles homonymes, voir Boudiaf (homonymie).
Fatiha Boudiaf (en arabe : فتيحة بوضياف), née le 28 novembre 1944 à Oran, est une militante algérienne, seconde épouse et veuve de l'ancien président algérien Mohamed Boudiaf. 

## Biographie
Fatiha Boudiaf est la seconde épouse de Mohamed Boudiaf, exilé d'Algérie pendant 28 ans et rappelé en janvier 1992 pour devenir chef d'État. Jusqu'en 1992, le couple réside à Kenitra. Mohamed Boudiaf est assassiné le 29 juin 1992. L'enquête officielle conclut que le meurtre est l’œuvre d'un fanatique isolé.
En 1992 elle crée la Fondation Boudiaf. La fondation, créée en l'honneur de Mohamed Boudiaf, se donne pour mission de transmettre un message de paix et d'éducation à tous les citoyens d'Algérie.
Lors du procès du présumé tueur Lambarek Boumaarafi, Fatiha Boudiaf refuse d'être présente pour dénoncer la « mise en scène » judiciaire autour de la mort de son mari. Dès 1995, elle affirme dans les médias que l'accusé du meurtre de son mari n'est qu'un leurre, et que les vrais coupables ne sont même pas sollicités par la justice.
En juillet 2005, elle déclare durant une interview avec Al Jazeera ne pas croire en la version officielle du meurtre de son mari, penser que le vrai tueur n'est pas celui au banc des accusés, affirme avoir en sa possession des preuves vidéo, et révèle que l'ambulance qui évacua le corps de son mari le jour du meurtre fut également la cible de tirs. Ses demandes de visite à Lambarek Boumaarafi, l'assassin de son mari, ont toujours été refusées par les autorités.
En 2016, elle et son beau-fils Nacer accusent quatre anciens hauts gradés de l'armée pour l'assassinat de Mohamed Boudiaf, dans une lettre ouverte destinée au président algérien Abdelaziz Bouteflika

## Immobilier
Après la mort de son époux, Fatiha Boudiaf hérite d'une résidence sur les hauteurs d'Alger, qui finit sur le marché pour 4,4 millions d'euros.
Fatiha Boudiaf aurait demandé à plusieurs reprises que la villa Aziza, résidence d'État et siège de la Fondation Boudiaf, soit mise à son nom.
En 2007, Fatiha Boudiaf déclare publiquement avoir vendu la propriété où son mari a passé son exil marocaine.

## Prix et honneurs
- 1998 : Prix Princesse des Asturies de la Coopération internationale pour la création de la Fondation Boudiaf[10].

## Articles liés
- Mohamed Boudiaf